# Tucherpark

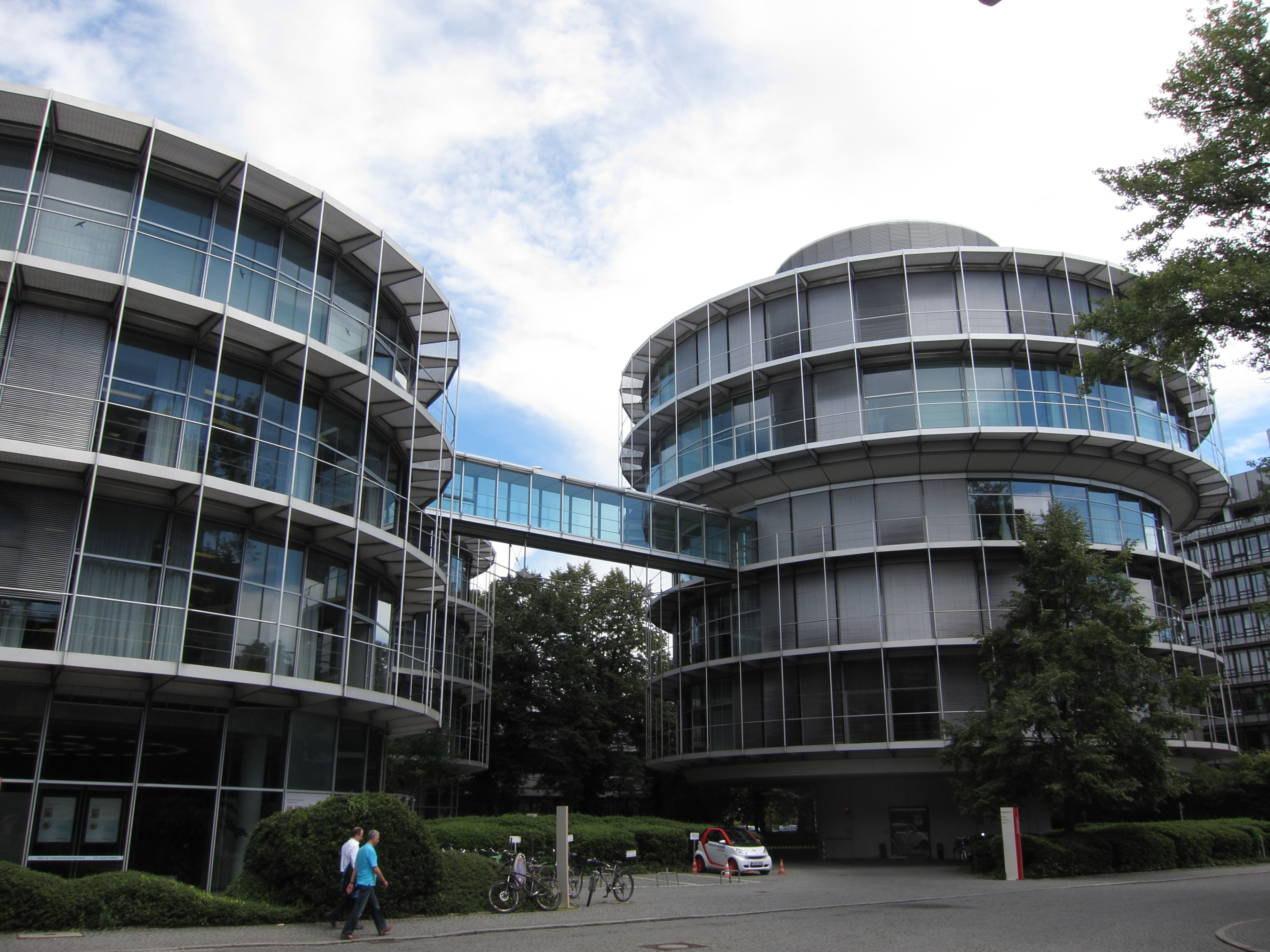
Tòa nhà hành chính của HypoVereinsbank

Tucherpark là một khu phố ở München. Nó được xây vào cuối thập niên 1960 theo sáng kiến của Bayerischen Vereinsbank.

## Vị trí
Tucherpark thuộc quận Schwabing-Freimann phía bắc của khu vực Lehel có ranh giới với đường Am Tucherpark ở phía nam và Isarring ở phía bắc. Ranh giới phía đông là sông Isar, ở phía tây Tucherpark là Vườn Anh. Giữa Tucherpark và Lehel còn có một khu phố nhỏ Tivoli.

## Tên gọi
Tên của khu phố được đặt theo ông Hans Christoph Freiherr von Tucher, người từ 1958 cho tới 1968 tổng giám đốc nhà băng Bayerischen Vereinsbank.

## Mô tả
Phần lớn của Tucherpark là dãy nhà hành chính và một khu thể thao với một hồ bơi trong nhà của Bayerischen Vereinsbank (bây giờ là HypoVereinsbank). Ở phía nam trong khúc cong của đường am Tucherpark là khách sạn Hilton Munich Park Hotel ở chỗ, mà trước đó nguyên thủy là một nhà máy xay.
Eisbach chạy ngang qua suốt chiều dài của Tucherpark. Giữa Eisbach và Ifflandstraße ở phía bắc có một dãy cỏ hẹp công cộng, mùa hè thường được dùng làm bãi phơi nắng và bãi tắm. 

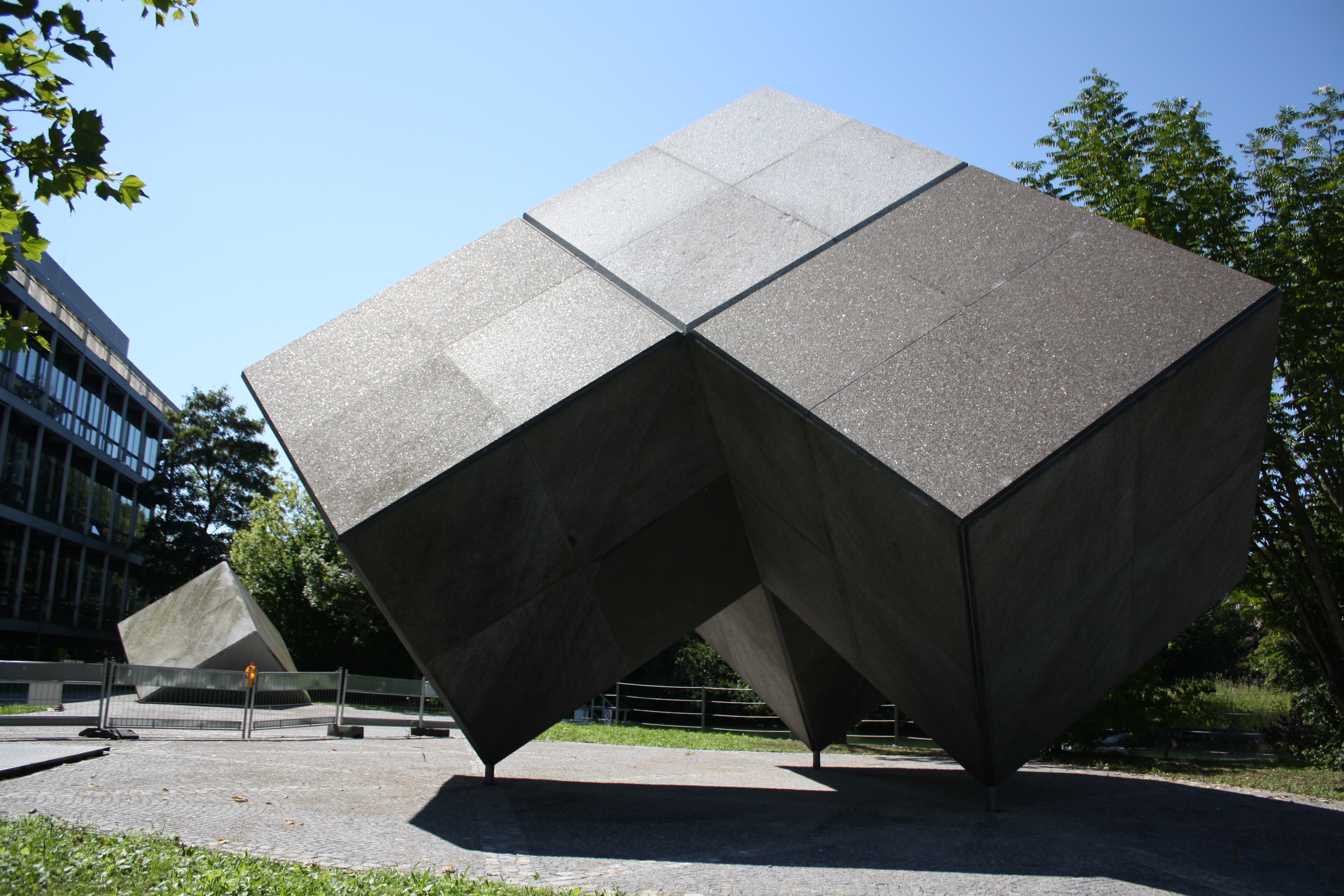
Zwillingsplastik 1972 của Isamu Noguchi

Ở các bãi cỏ giữa các tòa nhà văn phòng có Skulpturengarten Tucherpark, nơi các bức tượng hoặc điêu khắc hiện đại được trưng bày.

## Giao thông
vị trí Tucherpark nằm kế Mittleren Ring nên rất tiện lợi về giao thông. Đường 4 làn Ifflandstraße 
có một lối ra riêng tới Tucherpark. Ở phía nam đường Hirschauer Straße và đoạn nối dài, die Oettingenstraße, dẫn tới Lehel. Đường Tivolistraße, giáp với cuối đường Hirschauer Straße, chạy qua Cầu Max Joseph tới khu phố bên kia sông Isar thuộc quận Bogenhausen.
Trước Parkhotel Hilton có trạm xe buýt Tucherpark. Trạm xe Tram gần nhất là Tivolistraße.